# Scenopinus minusculus
Scenopinus minusculus är en tvåvingeart som först beskrevs av Seguy 1934.  Scenopinus minusculus ingår i släktet Scenopinus och familjen fönsterflugor.
Artens utbredningsområde är Madagaskar. Inga underarter finns listade i Catalogue of Life.